# Magnetoglobus multicellularis
Candidatus Magnetoglobus multicellularis (literalmente, "bola magnética multicelular") é uma espécie de procariota pluricelular gram-negativa encontrada em águas salgadas da lagoa de Araruama, no Rio de Janeiro. Ao contrário de todos os outros procariontes conhecidos, esta espécie é multicelular. Tem um corpo esférico formado, em média, por 20 células procariontes e se reproduz duplicando todas as células e depois se partindo em dois indivíduos de 20 células. Os indivíduos ainda são capazes de produzir magnetita e greigita através do ferro existente no ambiente, num processo de biomineralização, o que as confere atividades magnéticas.